# Castellana Sicula
Castellana Sicula es una localidad italiana de la provincia de  Palermo, región de Sicilia, con 3.644 habitantes.

Ubicación de la ciudad de Castellana Sicula dentro de la provincia de Palermo.

Desde el año 2001, está hermanada con el municipio español de Guadarrama.

## Evolución demográfica
| Gráfica de evolución demográfica de Castellana Sicula entre 1861 y 2001 |
|                                                                         |
| Fuente ISTAT - Elaboración gráfica por parte de Wikipedia               |